# Spiridon Louis
Spiridon 'Spiros' Louis (12. siječnja 1873. – 26. ožujka 1940.), grčki radnik.
U povijest je ušao kao pobjednik prvog olimpijskog maratona održanog na I. Olimpijskim igrama u Ateni 1896. godine. Trku je pobijedio u vremenu 2 sata 58 minuta i 50 sekundi. Zanimljivo je da je tijekom utrke više puta zastao da se okrijepi mlijekom, sokom od naranče, pa čak i čašom vina. Nakon pobjede, iako proglašen nacionalnim junakom i obasut brojnim počastima, nastavio je povučeno živjeti u rodnom mjestu u predgrađu Atene. Nikad se više nije natjecao u maratonu.
Olimpijski stadion u Ateni je dobio ime po njemu (Spiros Louis Stadion).